# Pax Sinica
Pax Sinica (Latim, que significa "Paz Chinesa"), é um tempo de paz na Ásia Oriental, mantido pela hegemonia chinesa, geralmente durante o período governado pela Dinastia Han, Dinastia Tang, no início da Dinastia Song, Dinastia Yuan, Dinastia Ming e início da Dinastia Qing. Durante estes períodos, a China manteve todas as civilizações da região sob seu controle, devido à sua política econômica, militar e poder cultural.
Outros termos históricos que começam com Pax, foram inspirados pela Pax Romana, que se refere a um único período de tempo, mas a Pax Sinica é uma exceção.
No período imperial tardio, a China tornou-se mais introspectiva ao invés de expansionista, apenas exigindo o reconhecimento tributário para maior parte de seus vizinhos menores ou menos avançados. A civilização chinesa se expandiu gradualmente a partir de seus centros amigos por um processo de sinificação, que assimilou diversos grupos étnicos, principalmente o Han.